# ايتان ستيب
ايتان ستيب هو طيار مقاتل إسرائيلي سابق، رجل أعمال ورائد فضاء.